# Чарлс Шефилд
Чарлс Шефилд (на английски: Charles Sheffield) е британско-американски писател.

## Биография и творчество
Роден е във Великобритания. Завършва Калифорнийския университет с бакалавърска степен по физика. Остава да живее и работи в САЩ след 1960 г.
Публикувани са над 100 негови научни статии и над 80 научнофантастични произведения. Произведенията, които пише, са главно разкази и кратки повести. Първият му разказ „Какви песни са пели сирените“ излиза на страниците на списание Galaxy през 1977 г. Първото по-мащабно негово произведение е „Знакът на Протей“, който излиза през 1989 г. и със сигурност може да се причисли към научната фантастика. Неговият втори роман „Паяжина между звездите“ излиза почти едновременно с „Фонтаните на рая“ на Артър Кларк и е посветен на почти същата тема. През 1980-те и 1990-те години Чарлс Шефилд пише и произведения извън жанра научна фантастика, но те не постигат особен успех.
Лауреат е на наградите „Хюго“ и „Небюла“, както и на мемориалната награда „Джон Кемпбел“ (1992).

### Цикли

#### Цикъл "The Heritage Universe" („Наследената вселена“)
- Summertide (Летен прилив)
- Divergence (Отклонение)
- Transcendence (Превъзходство)
- Convergence (Сливане)
- Resurgence (Съживяване)

#### Цикъл "Proteus" („Протеус“)
- Sight of Proteus
- Proteus Unbound
- Proteus in the Underworld

### Романи
- Between the Strokes of Night
- Brother to Dragons
- Cold as Ice
- Godspeed
- My Brother's Keeper
- The Mind Pool
- The Web Between the Worlds
- Trader's World